# 楳圖一雄
楳圖一雄（日语：／ Umezu Kazuo，1936年9月3日—2024年10月28日），是日本漫畫家、藝人、作詞家、作曲家。早期曾以「山路一雄」和「ウメヅ カズヲ」的名義創作作品。
楳圖出生於和歌山縣伊都郡高野町，自幼成長於奈良縣五條市。1955年，他以貸本漫畫家身分出道，並在《週刊少年Sunday》等刊物上發表作品。代表作有《漂流教室》、《貓目小僧》、《我是真悟》等。其作品風格廣泛，涵蓋恐怖、科幻、搞笑和時代劇，從少年漫画、少女漫画到青年漫画一應俱全，一般被認為是日本恐怖漫画的第一人。
1990年代後期，楳圖因腱鞘炎原因而暫停漫畫創作，自此以漫畫專業的藝人身分活躍，住居兼辦公室位於東京都武藏野吉祥寺。

## 生平

### 早年
楳圖於1936年9月3日或9月25日出生於和歌山縣伊都郡高野町，本籍地位於奈良縣五條市，但由於父系家族幾乎都是教師，父親公雄也在當地擔任小學教師，楳圖的幼年因此隨家人在奈良縣偏遠山區的村落之間輾轉。楳圖出生在高野町的原因，主要也是為方便生產。其父公雄喜愛圍棋，常以奈良縣代表參加圍棋比賽，與高島忠夫的父親是圍棋友人。關於楳圖家族的祖先，只知道曾祖父的上一輩親屬來自奈良縣以外的地方。。
3歲到6歲期間，楳圖在奈良縣宇陀郡曾爾村生活，聆聽父親講述當地的傳說和民間故事。6歲後他搬到五條市，直到27歲（1963年）前往東京之前都住在那裡。五條市旁邊的和歌山縣橋本市是他年輕時經常散步的地方，他的四格漫畫《假小子日記》（1956年）也刊登在橋本市的宣傳雜誌上。 2002年，橋本市還在橋本站前豎立了他作品《小誠》的雕像。
1947年，楳圖小學五年級時讀了手塚治虫的《新寶島》後由此立志成為漫畫家。最初模仿手塚的畫風，但在中學開始考慮成為職業漫畫家時，逐漸捨棄了手塚風格，轉而受到初山滋、武井武雄等童畫家的影響，開始創作自己的風格，並積極參與神户市的「改漫俱樂部」、青森市的「少年少女漫畫小組」等多個同人社團。在中學期間，他曾多次向《漫畫少年》投稿，儘管很難被採用，最終還是發表了一篇往返漫畫，但也因此停止投稿《漫畫少年》，轉而在《譚海》和《漫畫與讀物》等雜誌發表作品。在奈良縣立五條高中就讀期間，他除了音樂和美術外對其他科目幾乎沒有興趣，常在課堂上畫漫畫。

### 漫畫家
1955年，楳圖從五條高中畢業。在父母的要求下報考奈良學藝大學（今奈良教育大學），但未能考上。同年，楳圖以《森林中的兄妹》（6月刊，以「山路一雄」名義）和《異世界》（9月刊，均由友書出版社出版）正式出道。前者是與「改漫俱樂部」筆友水谷武子的合作，將《糖果屋》改編為漫畫；後者則是以古代地球為背景的宏大史詩科幻作品。此後，他發表了大量貸本漫畫逐漸成為人氣作家。
1961年，他在租書短篇雜誌《虹》第29期上發表的《嘴裂到耳邊時》一作中首次使用「恐怖漫畫」一詞。 1963年8月，受到大阪租書漫畫家前輩佐藤正明的邀請，前往東京，住在佐藤位於池袋的工作室作為寄宿生居住3年。之後，他搬到目白、高田馬場，最後定居吉祥寺（現居地）。此期間，他曾嘗試過演員生涯，虛報年齡進入向日葵劇團青年部，出演包括《兵隊惡霸》（大映，1965年）、太田博之的電影和NHK晨間劇，但因劇團高層勸他加入某宗教而退團。當時他與志向相同的久保新二同住，每晚同床而眠，不過，據久保所言，「雖說同床，但我們可沒幹什麼不正經的事。我當然不是同性戀，那時候奇裝異服、舉止纖細的楳圖也不是」。
1966年，他在講談社的少女漫畫雜誌《周刊少女Friend》連載的《貓眼少女》和《蛇女》等作品大受歡迎，讓他作為恐怖漫畫家在全國成名。此後，他在《週刊少年Magazine》（講談社）、《週刊少年King》（少年畫報社）等刊物上連載了多部面向少年的科幻作品和恐怖作品，如《貓目小僧》。最忙碌時，他在月刊和周刊上同時連載了5部作品。
1971年，他將主要的作品發表場所集中在《週刊少年Sunday》（小學館）。並在1975年以《漂流教室》等一系列作品獲得第20屆小學館漫畫獎。同年，發行自編自演的LP專輯《黑暗專輯》（CBS索尼）。此後，他也連載了搞笑作品《小誠》，並展開了樂團活動。身為作詞家，他也曾為鄉廣美和近田春夫創作歌詞。
1982年，他開始在小學館的《Big Comic Spirits》上連載《我是真悟》，並將主要作品的發表平台移至雜誌。

### 停筆
1995年，《14歲》完結後，楳圖便停止了漫畫創作。原因之一是多年的創作導致腱鞘炎日益嚴重；此外，《14歲》連載期間，某小學館新上任的編輯曾帶來一個拳頭的畫樣，並對他說「手應該這樣畫」，讓楳圖精神上受到了不小的打擊。此後，他與小學館的關係僅限於江上英樹主編的《月刊IKKI》等雜誌對其經典作品的復刻刊行。
停筆後，楳圖在電視、雜誌等平台活躍開展藝人活動，以充滿活力的開朗性格和服務精神贏得觀眾喜愛。他標誌性的紅白條紋服裝自20多歲便開始穿著。2005年《楳圖一雄恐怖劇場》電影系列的上映和部分絕版作品的複刻，使他在年輕女性中積累了更多粉絲。
2014年9月17日，楳圖首次擔任導演的長篇恐怖電影《母親》上映，他不僅編寫劇本，也在其中演出。影片講述楳圖自傳出版前後編輯身邊不斷發生怪異現象，最後發現是亡者怨念所致。片中，片岡愛之助飾演楳圖，真行寺君枝扮演母親，舞羽美海出演編輯。在影片完成發表會上，楳圖透露他在2013年曾跌倒並撞傷頭部，導致慢性硬腦膜下血腫，於當年8月和9月分別手術，右側頭部抽出190毫升血液，左側頭部抽出250毫升；術後不久即投入影片拍攝。
2018年1月，《我是山悟》入選第45屆安古蘭國際漫畫節遺產部作品。2019年，他榮獲文化廳長官表揚。 2021年8月，楳圖在其官方網站宣布即將發表自1995年《14歲》以來首部新作漫畫。 2022年1月起，「楳圖一雄大美術展」正式開展。 2023年，楳圖獲得第27屆手塚治虫文化獎特別獎。

### 逝世
2024年7月，楳圖在自宅倒下後被送往醫院，診斷出罹患末期胃癌。他決定不接受手術，從同年9月開始在東京都內的一家安寧病房接受臨終關懷。同年8月，他設立了管理自己著作權的「一般財團法人UMEZZ」。
即便在病榻上，他仍構思新作品的創意，但在10月時體力逐漸下降，並於2024年10月28日15時40分逝世，享壽88歲。訃聞於同年11月5日公佈。葬禮僅限親友參加，遺照使用了他擺出「グワシ!」（Guwashi！）手勢的照片，並穿著他的標誌性紅白條紋襯衫和紅色帽子入殮。

## 主題
楳圖一雄的作品深受日本民間傳說的影響。根據漫畫家及評論家吉野朔實指出，楳圖的恐怖漫畫與日本的宗教信仰緊密相關，因為在這些作品中，怪物和妖怪不僅僅被視為邪惡的存在，楳圖希望讀者能在某些時刻對其作品中的妖怪產生同情心。
楳圖的許多漫畫亦探討了孩子與成人之間的代際衝突。楳圖起初專注於這一主題，因為他發現1960年代初期的少女漫畫中，母子關係往往只呈現出關懷的一面，卻未曾展現其恐怖的面向。在他的漫畫《爬行者》中，描繪了一名女學生與其生病母親之間的劇烈衝突：當她去醫院探望母親時，竟發現母親化身為蛇女。漫畫學者土屋多瑪將這一角色與荣格原型所描述的“可怕的母親”相提並論。
在《漂流教室》中，孤兒們立即遭到老師的背叛，必須為生存而戰。《我是真悟》則展示了孩子們是唯一能與人工智慧電腦進行情感交流的存在。楳圖解釋說，他對孩子的世界更具共鳴，因為孩子們對不合邏輯的事物更為開放，思維上也更具適應性：「在某種程度上，我是在書寫我自己。我不想成為成年人『長大』。」

### 影響與遺產
楳圖的作品啟發了此後的日本恐怖漫畫藝術家，如伊藤潤二、山咲徹和望月峯太郎等人均將他視為重要的影響之一，犬木加奈子則在他編輯的雜誌上開始了她的職業生涯。高橋留美子曾短暫擔任他的助手，由於其卓越的聲譽，楳圖獲得了「恐怖漫畫之神」的美譽。
楳圖的漫畫於1960年代中期開始在主流雜誌上發表，打破了當時商業漫畫行業的規範，並在1960年代末掀起了恐怖漫畫的熱潮。土屋指出：「可怕的母親們必定嚇壞了觀眾；然而，同時這些美麗但淺薄的女主角被這些可怕的母親折磨，卻也給觀眾帶來了一種特殊的快感。」
在職業生涯的早期，楳圖經常收到來自家長的投訴信，對他的恐怖畫面表示不滿，雜誌編輯們也時常要求他減少畫面中的暴力元素。他在一次採訪中提到：「我受到抗議，但從未被抵制。我認為這種批評是一種讚美。」他對淡化恐怖元素的做法持批評態度：「古老的日本民間故事和童話常常是殘酷無情的。這些故事源於一個悲劇和屠殺是日常生活一部分的時代。如今人們呼籲淡化這些故事，這本質上是在美化歷史，這對那些為我們帶來這些故事而受苦的人來說，是一種侮辱。」
除了對恐怖漫畫發展的影響，學者山田智子也將楳圖視為1950年代少女漫畫藝術家之一，他的作品《母呼ぶ声》（1958年）和《幻少女》（1959年）對芭蕾漫畫的發展做出了貢獻。

## 作品

### 連載作品
- 《戀愛的良藥》（原題：ロマンスの薬あげます!!）- 發表於《Nakayoshi》（1962年）
- 《紅蜘蛛》- 發表於《週刊少女フレンド（日语：少女フレンド）》（1965年第47號 - 1966年第10號），後收錄於「シリーズこわい本<13>」
- 《半魚人》 - 發表於《週刊少年Magazine》（1965年第48號 - 第53號），後收錄於「シリーズこわい本<15>」
- 《裂痕人間》- 發表於《週刊少年Magazine》（1966年第6號 - 第12號）
- 《蛇少女》 - 發表於《週刊少女フレンド》（1966年第11號 - 第25號）
- 《超人力霸王》 - 發表於《週刊少年Magazine》（1966年 - 1967年）[29][30]
- 《嬰兒少女（日语：赤んぼ少女）》 - 發表於《週刊少女フレンド》（1967年第30號 - 第39號），後來更名為《詛咒之家》和《嬰兒少女》
- 《SF異色短編集》 - 發表於《Big Comic》（1968年 - 1969年）
- 《影像》 - 發表於《ティーンルック》（1968年），後收錄於「シリーズこわい本<1>」，另含《谷間的百合》
- 《蝶之墓》- 發表於《ティーンルック》（1968年）
- 《貓目小僧》 - 發表於《少年畫報》等（1968年 - 1976年）
- 《恐懼》 - 發表於《ティーンルック》（1969年）
- 《死者的行進》
- 《怪談·大蛇（日语：おろち_(漫画)）》 - 發表於《週刊少年Sunday》（1969年第25號 - 1970年第35號）
- 《伊亞拉》 - 發表於《Big Comic》（1970年1月10日號 - 9月25日號）
- 《再次（日语：アゲイン_(漫画)）》- 發表於《週刊少年Sunday》（1970年第43號 - 1972年第5號）
- 《怪獸ギョー》- 發表於《週》（1971年第36號 - 第37號）
- 《漂流教室》 - 發表於《週刊少年Sunday》（1972年第23號 - 1974年第27號）
- 《洗禮（日语：洗礼）》- 發表於《少女コミック》（1974年 - 1976年）
- 《小誠（日语：まことちゃん）》- 發表於《週刊少年Sunday》（1976年第16號 - 1981年第30號）
- 《我是真悟（日语：わたしは真悟）》 - 發表於《Big Comic Spirits》（1982年第8號 - 1986年第27號）
- 《楳圖かずお的詛咒》 - （1986年）
- 《神之左手，惡魔之右手》 - 發表於《Big Comic Spirits》（1986年第31號 - 1988年第32號）
- 《14歲》 - 發表於《Big Comic Spirits》（1990年第4・5合併號 - 1995年第37號）
- 《ZOKU-SHINGO 小小機器人 真悟美術館》 - 發表於《芸術新潮》（2022年第2號）[31]

### 單篇漫畫
- 《Z愛の方程式》 - 『高2時代』（1973年）
- 《Zねがい》 - 『週刊少年サンデー』（1975年16号）
- 《Z男神》 - 朝日ソノラマ『DUO』（創刊号）

### 音樂作品

##### 單曲
- 《ビチグソロック》 (1977年，「真誠君」B面曲)
- 《グワシ!!真誠君 / 黑幫的母親》 (1977年，名義為「KAZZ（楳圖的化名）和Feeling Free」)
- 《Samba de 真誠君 / 爸爸＆媽媽搖滾》 (1980年，名義為「楳圖一雄 & 超級警察」)
- 《木村的大哥》 (1996年，名義為「UMEZZ」)
- 《在修羅之道的正中央 / 貓目小僧》 (2006年5月23日，電影《貓目小僧》主題曲，名義為「淺草Jinta with 楳圖一雄」)
- 《真誠君音頭》 (2010年12月22日)
- 《新宿烏》 (2011年7月27日，電影《恐怖的織姬》劇中曲的自我翻唱)

##### 專輯
- 《暗黑專輯》(1975年7月21日，SOLL－152)
- 《暗黑專輯》(2005年6月29日，Sony Music MHCL-542) ——為1975年版本的CD版，追加未發表曲目
- 《暗黑專輯·2》 (2011年8月31日)

##### 其他
- 《以前害怕廁所!》 (曲目由楳圖作曲，2000年8月至9月於NHK的《大家的歌（日语：みんなのうた）》播放，並收錄於2000年11月18日發行的合輯《NHK大家的歌/小小的信》)

##### 作詞提供
- 朝倉理恵（日语：朝倉理恵）、エコノミック・アニマルズ
  - 《つる姫じゃ〜っ!》漫畫《鶴姬》主題曲（作曲亦由楳圖擔當）
- 內田明莉（日语：内田あかり）
  - 《床》
- 鄉廣美
  - 《寒い夜明け（日语：寒い夜明け）》
  - 《南の果実》
- 近田春夫
  - 《啊，雷迪颶風（日语：ああ、レディハリケーン）》
  - 《電子愛情故事（日语：エレクトリック・ラブ・ストーリー）》
- 谷村美月
  - 《新宿烏》（電影《恐怖的織姬》劇中曲）
- 野下真
  - 《まことちゃん》（漫畫《小誠（日语：まことちゃん）》的主題曲）
- 堀江美都子：
  - 《風よつたえて》（動畫《安第斯少年佩佩羅的冒險（日语：アンデス少年ペペロの冒険）》片尾曲）
  - 《貓目小僧》（動畫《妖怪傳·貓目小僧（日语：妖怪伝 猫目小僧）》片頭曲）
  - 《ペペロの冒険》（動畫《安第斯少年佩佩羅的冒險》片頭曲）
  - 《見ろよ! この目を》（動畫《妖怪傳·貓目小僧》片尾曲）

### 書籍
- 楳圖一雄. . COMIC PASS. 河出書房新社. 6. ISBN 978-4-3097-1171-3. 
  - 楳圖一雄. . 河出文庫 う 6-1. 河出書房新社. 6. ISBN 978-4-3094-7302-4.  - 上記の文庫判

## 外部連結
- 官方网站
- 楳圖一雄的Facebook專頁
- Profile 的存檔，存档日期February 19, 2019，. at The Ultimate Manga Page
- Profile （页面存档备份，存于） at The Lambiek Comiclopedia
- My Name Is Shingo, the Musical